# Авраменко, Григорий Яковлевич
Григорий Яковлевич Авраменко (23 апреля 1909, Сосница — ?) — советский железнодорожник, начальник Головного ремонтно-восстановительного поезда № 20 в годы Великой Отечественной войны, Герой Социалистического Труда (1943).

## Биография
Родился 23 апреля 1909 года в Соснице Черниговской губернии. Украинец.
В 1935 году окончил Киевский гидромелиоративный институт. Служил в железнодорожных войсках, затем работал заместителем начальника Сновской дистанции пути Белорусской железной дороги. В 1939 году стал начальником путевой машинной станции № 19 (ПМС-19) в Новосибирске.
Участник Великой Отечественной войны. С 1942 года Г. Я. Авраменко — начальник Головного ремонтно-восстановительного поезда № 20 (ГОРЕМ-20).
Восстанавливая и ремонтировал элементы верхнего строения железнодорожного полотна в районе боевых действий на Северном, 2-м Украинском и 2-м Прибалтийском фронтах. Под обстрелом вражеской артиллерии и бомбовыми ударами фашистской авиации умело руководил восстановлением мостов и переправ, своевременно обеспечивал доставку бойцов, военной техники, боеприпасов. Был ранен.
После окончания Отечественной войны Г. Я. Араменко восстанавливал разрушенное путевое хозяйство на Коростенской дистанции пути Юго-Западной железной дороги.

## ГОРЕМ-20
Этот поезд, носивший название ГОРЕМ-20 (Головной ремонтно-восстановительный поезд № 20) был сформирован в Сибири на Томской железной дороге в начале войны. По приказу Наркомпути его перебазировали в распоряжение командования Карельского фронта на Кировскую железную дорогу для восстановительных работ. Южный отрезок этой дороги от станции Лодейное поле до станции Масельская был оккупирован вражеской армией. Поэтому возникла острая необходимость быстрее завершить работы на новой, только что построенной железнодорожной линии, соединяющей Кировскую и Северную дороги от станции Сорокская (ныне Беломорск) до станции Обозерская. ГОРЕМ-20 построил соединительную ветку в обход станции Обозерская. Это позволило быстрее перебрасывать составы с Кировской железной дороги на Северную и обратно. Затем ГОРЕМ-20 закончил сборку металлического моста через реку Онега.
Первым начальником поезда был Григорий Яковлевич Авраменко, в последний год войны начальником ГОРЕМ-20 стал Леонид Алексеевич Николаев.

## Награды
- Указом Президиума Верховного Совета СССР от 5 ноября 1943 года Авраменко Григорию Яковлевичу присвоено звание Героя Социалистического Труда с вручением ордена Ленина и медали «Серп и Молот».
- Награждён орденами Ленина (5.11.1943), Трудового Красного Знамени (1942), Отечественной войны 1-й степени (29.07.1945), медалями.